# Joachim Wagner (Politiker)
Joachim Wagner (* 13. Januar 1955 in Hamburg) ist ein deutscher Politiker (CDU).
Nach dem Abitur studierte Wagner Wirtschaftswissenschaften an der Helmut-Schmidt-Universität in Hamburg und schloss als Diplom-Kaufmann ab. Nachdem er bei der Bundeswehr tätig gewesen war, wurde er Personalberater in zwei Beratungsfirmen, Inhaber einer Personalberatung in Hamburg-Bergedorf und heute Geschäftsführer des WSB Wirtschaft und Stadtmarketing für die Region Bergedorf e.V.
1983 trat Wagner in Hamburg in die CDU ein, wo er Beisitzer im Ortsverband Lokstedt/Niendorf/Schnelsen war. Nachdem er 1987 nach Oststeinbek zog, wechselte er in den Landesverband Schleswig-Holstein, dort war er Vorsitzender des Ortsverbandes Oststeinbek und Mitglied im Kreisvorstand Stormarn. Er ist seit 1994 direkt gewählter Kreistagsabgeordneter und seit 1996 Vorsitzender der CDU-Kreistagsfraktion. Ferner ist er seit 1998 1. Kreisrat, d. h. 1. stellvertretender Landrat. Wagner rückte am 18. Oktober 2002 für den ausgeschiedenen Gero Storjohann in den Landtag von Schleswig-Holstein nach und saß dort bis zum Ende der 15. Wahlperiode 2005.